# Basilio (cantant)
Basilio Antonio Fergus Alexander, conegut artísticament com a Basilio, (Ciutat de Panamà, Panamà 13 d'octubre de 1947 - Miami, Estats Units 11 d'octubre de 2009) va ser un metge i cantant panameny que va triomfar a Espanya en els anys 70 i 80, amb èxits com araː Ve con él, Vivir lo nuestro, Tú ni te imaginas, Demasiado amor, Costumbres, Tanto tanto amor, Cisne cuello negro, Me estoy muriendo por dentro, Te llevaré una rosa, etc.
El 1972 va aconseguir el segon premi en la primera edició de Festival OTI representant a Panamà amb la cançó Oh, Senyor. En els seus últims anys va exercir com a cònsol de Panamà a la ciutat de Cartagena d'Índies, Colòmbia. L'11 d'octubre de 2009 el cantant va morir víctima d'una broncopneumònia, a Miami. https://www.eluniverso.com/2009/10/13/1/1378/murio-cantante-panameno-basilio.html